# Naotaka Takeda
Naotaka Takeda (født 13. juli 1978) er en tidligere japansk fodboldspiller.
Han har spillet for flere forskellige klubber i sin karriere, herunder Albirex Niigata.